# Drapetomania
Ten artykuł opisuje teorie, metody lub czynności niezgodne ze współczesną wiedzą medyczną.
Drapetomania (gr. δραπέτης drapetēs – „zbiegły niewolnik” + μανία manía – „szaleństwo”) – rzekoma choroba psychiczna, opisana w 1851 r. przez amerykańskiego lekarza Samuela A. Cartwrighta. Według autora miała ona wywoływać „nieodpartą potrzebę ucieczki” u czarnoskórych niewolników; dziś uznawana jest za przykład pseudonauki i „naukowego rasizmu”.

## Geneza
Cartwright przedstawił drapetomanię w artykule „Diseases and Peculiarities of the Negro Race”, opublikowanym w czasopiśmie „De Bow’s Review”. Twierdził, że skłonność niewolnika do ucieczki jest „zaburzeniem umysłowym” wynikającym z „nieposłuszeństwa wobec Boskiego porządku”.

## Objawy i „terapia”
Jako podstawowy objaw lekarz wskazywał sam akt ucieczki. Zalecanym „profilaktycznym” postępowaniem było utrzymywanie niewolników w pełnym posłuszeństwie, izolowanie ich po pracy oraz stosowanie kar cielesnych – Cartwright radził nawet „wybić biczowaniem chorobę z chorego” lub amputować palce stóp, by uniemożliwić kolejne ucieczki.

## Krytyka
Już w latach 50. XIX wieku teoria była wyśmiewana przez lekarzy z północy USA – jej satyryczną analizę zamieścił „Buffalo Medical Journal”, a Frederick Law Olmsted określił ją mianem „absurdu”. Współcześni badacze (m.in. Bill Bynum i Harriet A. Washington) przedstawiają drapetomanię jako przykład patologizowania naturalnego dążenia do wolności w celu legitymizacji niewolnictwa.